# Pilatus PC-9
Pilatus PC-9 je švýcarský jednomotorový turbovrtulový cvičný letoun určený pro základní a pokračovací výcvik pilotů, který od roku 1984 vyrábí švýcarská společnost Pilatus Aircraft Ltd. První let byl proveden v květnu 1984. Od té doby vzniklo přes 260 kusů. Švýcarským letectvem je primárně používán jako vlečné letadlo pro protiletadlový dělostřelecký výcvik. V sekundární roli lehkého bitevního letounu může být letadlo vybaveno rušičkou pro elektronická protiopatření, aby se zabránilo protiletadlové obraně a jiným bojovým letadlům.

## Vývoj
Koncepce letounu vychází z předchozího typu PC-7. Zachovává si celkové uspořádání svého předchůdce, je ale vybaven větším a modernějším kokpitem s vystřelovacími sedadly.
Vývoj PC-9 byl oficiálně zahájen v roce 1982, aby byl nahrazen typ Pilatus PC-7. Ačkoli byly některé aerodynamické prvky testovány na PC-7 už v průběhu let 1982 a 1983, první let prototypu PC-9 se uskutečnil až 7. května 1984, druhý prototyp vzlétl 20. července téhož roku. Tento prototyp měl nainstalovány veškeré standardní elektronické přístrojové vybavení a byl tak téměř shodný se sériově vyráběnými stroji.

## Verze
- PC-9 - základní verze
- PC-9/A - určeny pro australské letectvo, vyrobeno 67 strojů
- PC-9M - zavedena v roce 1997 jako nový standardní výrobní model.

## Uživatelé

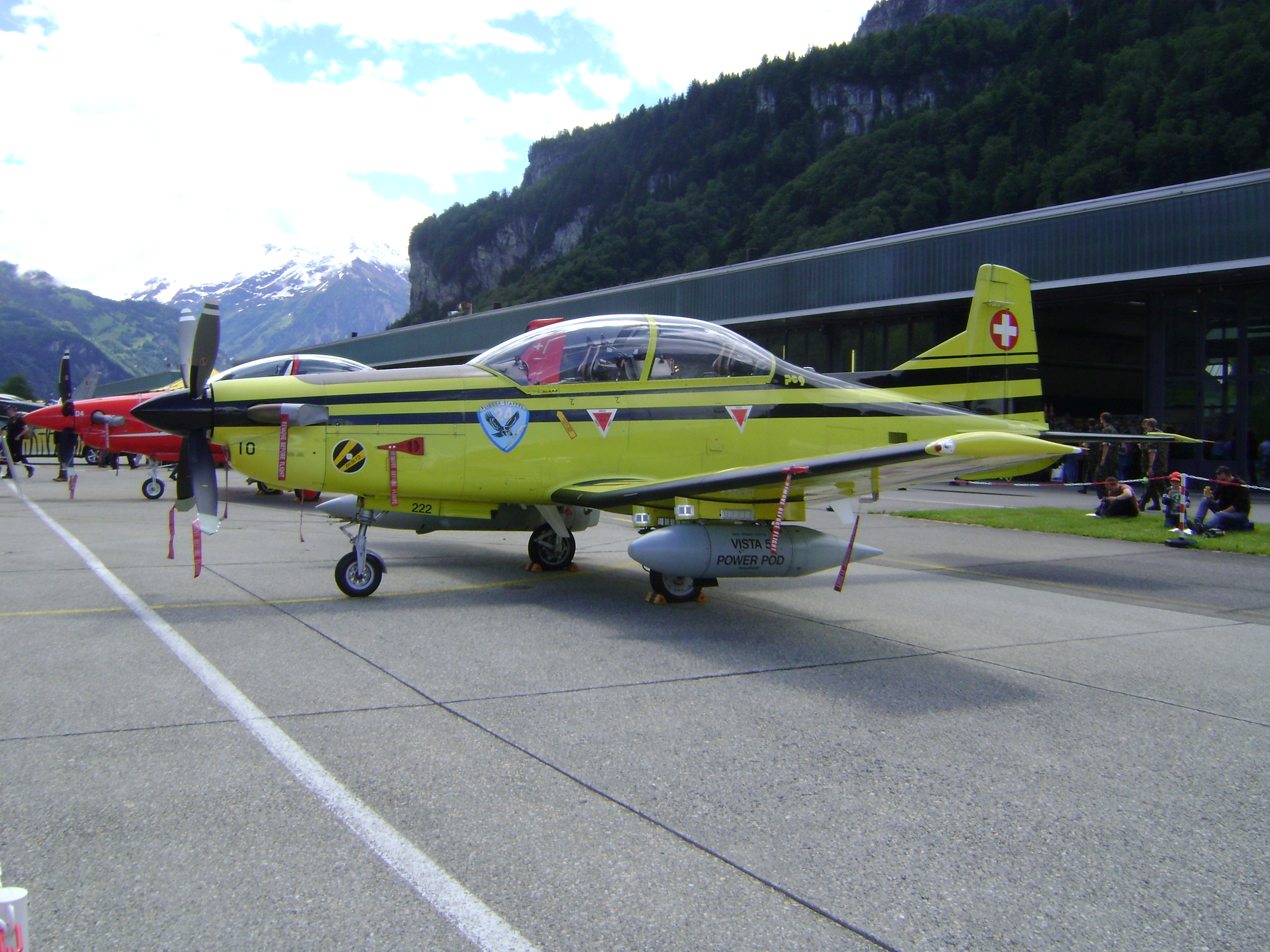
PC-9, Švýcarské letectvo

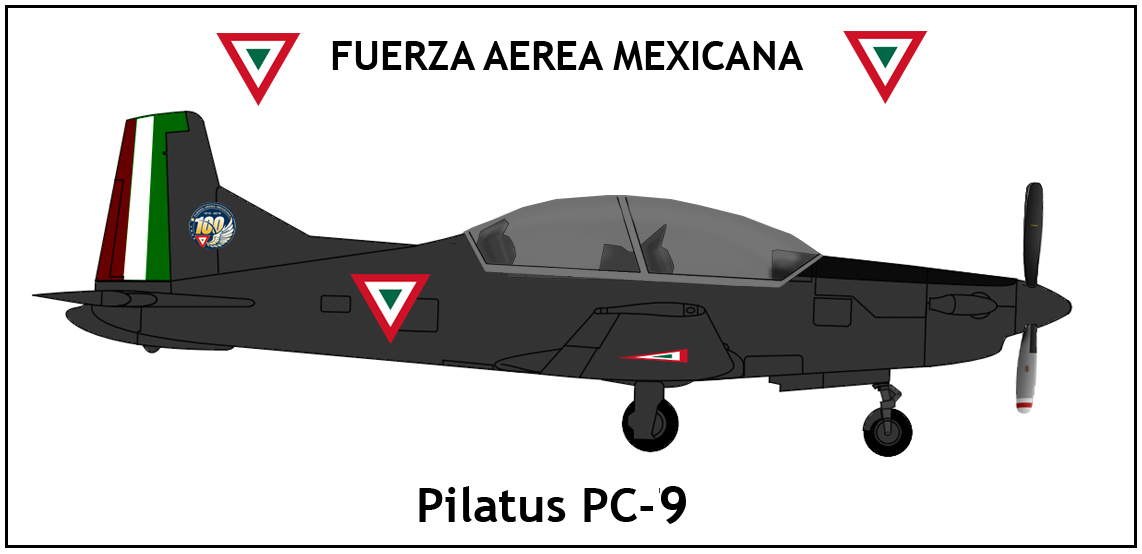
Pilatus PC-9

### Současní
Angola
- Angolské letectvo

 Bulharsko
- Bulharské letectvo - PC-9M

 Chorvatsko
- Chorvatské letectvo - PC-9M

 Čad
- Čadské letectvo

 Irsko
- Irský letecký sbor - PC-9M

 Kypr
- Kyperská národní garda

 Mexiko
- Mexické letectvo

 Myanmar (Barma)
- Myanmarské letectvo

 Omán

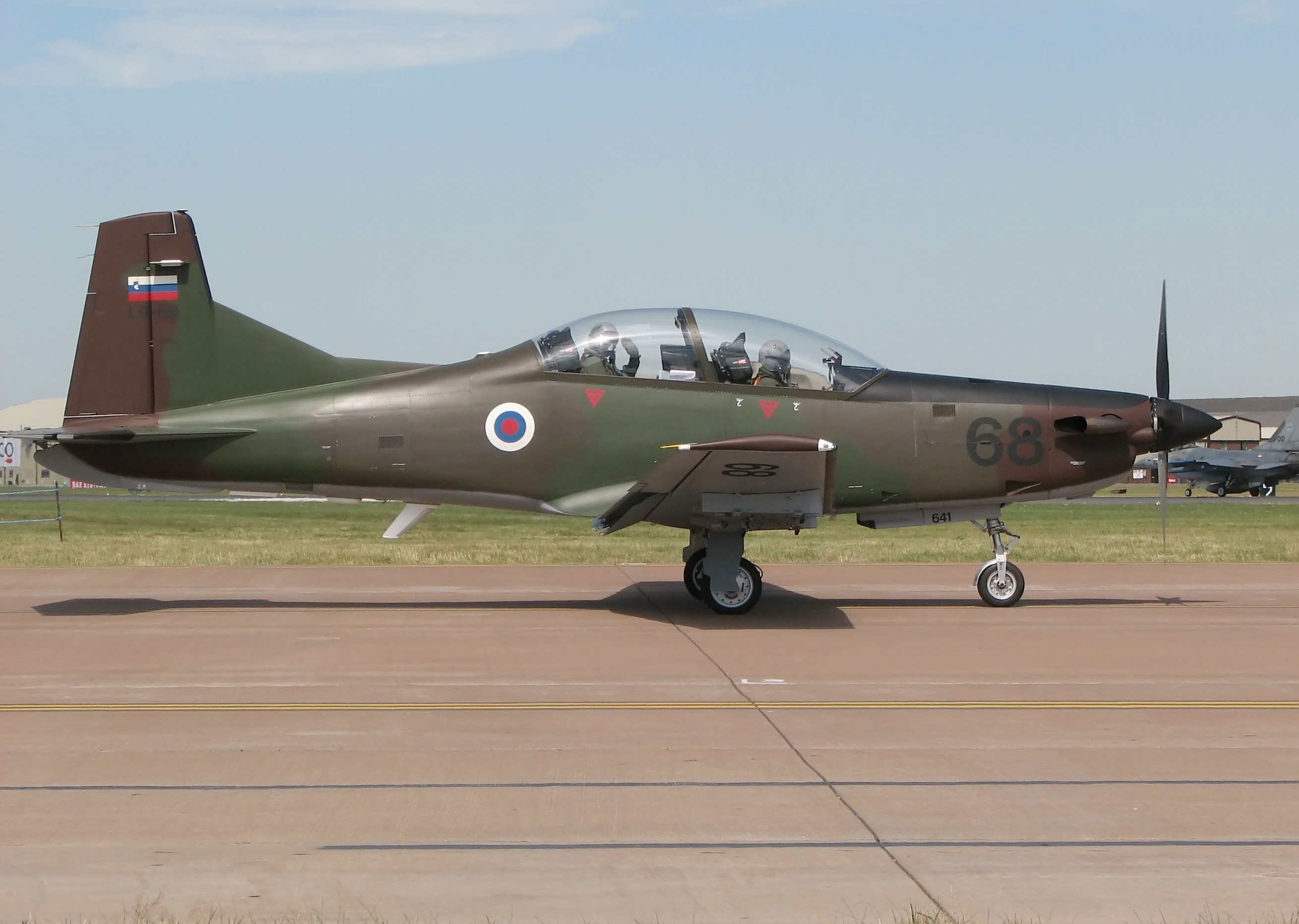
PC-9M slovinského letectva

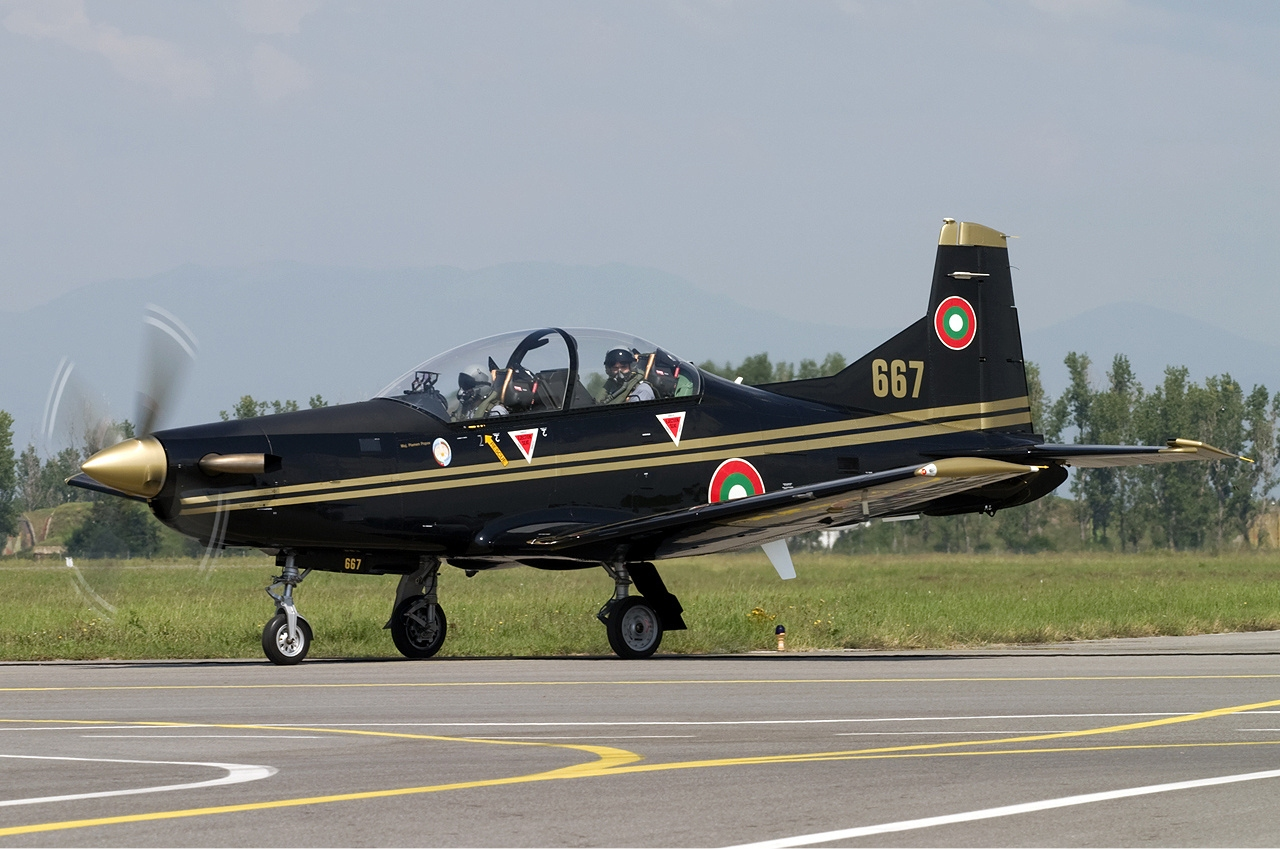
PC-9M bulharského letectva

- Královské vzdušné síly Ománu - PC-9M

 Slovinsko
- Slovinské letectvo - PC-9M

 Švýcarsko
- Švýcarské letectvo - ve službě od roku 1988, celkem zakoupeno 12 letounů, v současnosti v provozu jen 4 kusy[1], postupně nahrazovány novějším typem Pilatus PC-21

 Thajsko
- Thajské královské letectvo

### Bývalí
Austrálie
- Royal Australian Air Force - PC-9/A

 USA
- Armáda Spojených států amerických - tři kusy provozovány v letech 1991-96, poté prodány Slovinsku

## Specifikace

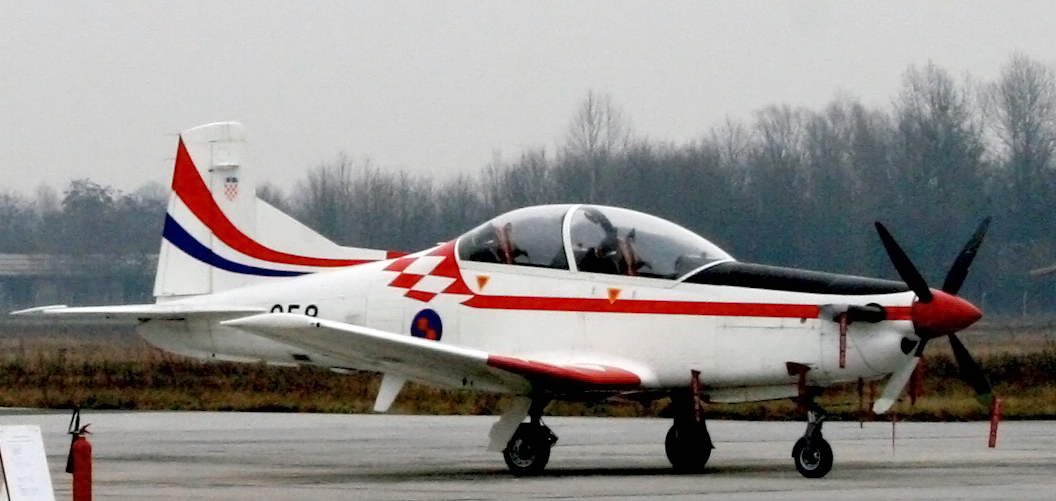
Pilatus PC-9, Chorvatské letectvo

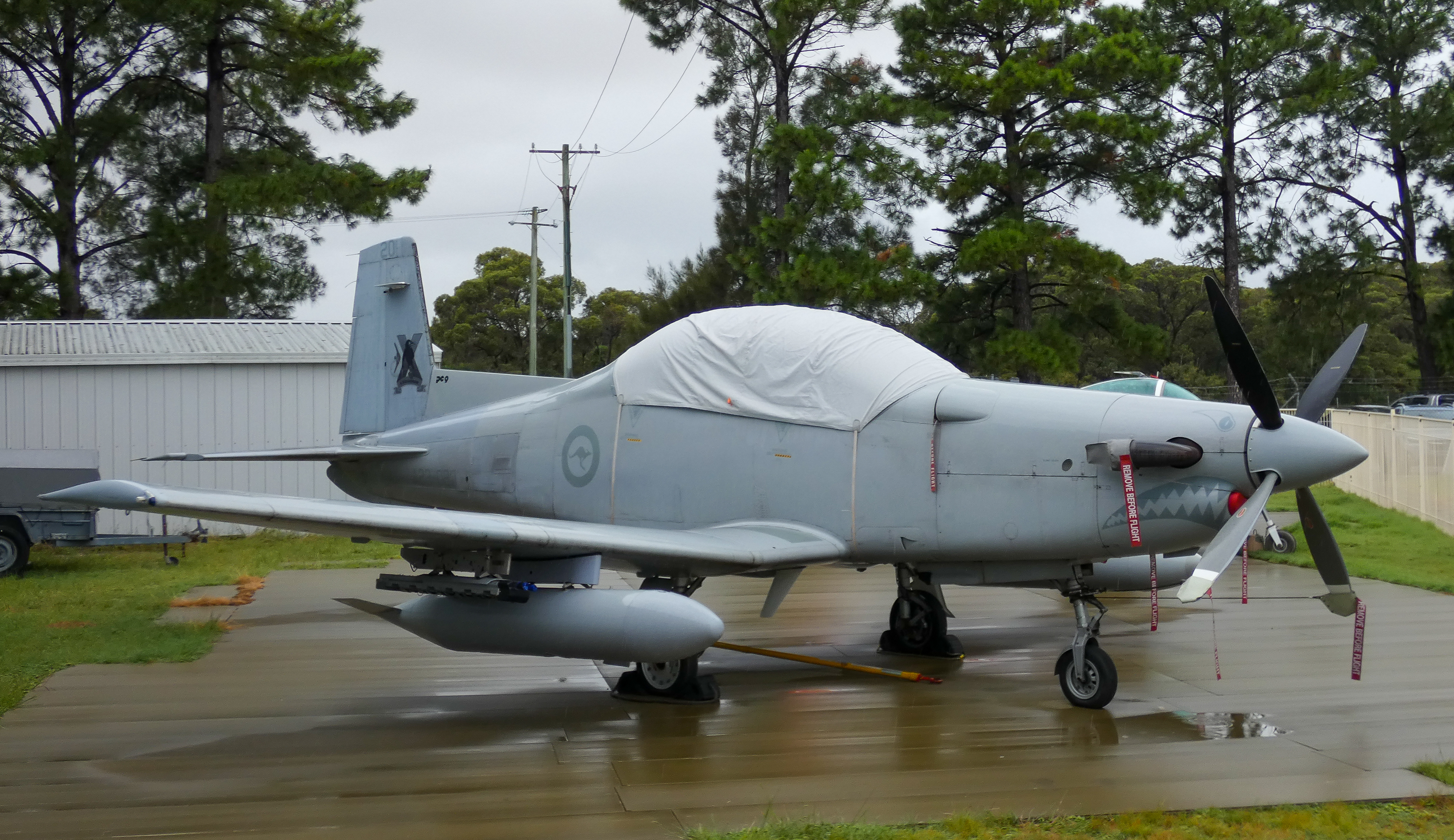
Pilatus PC-9, RAAF

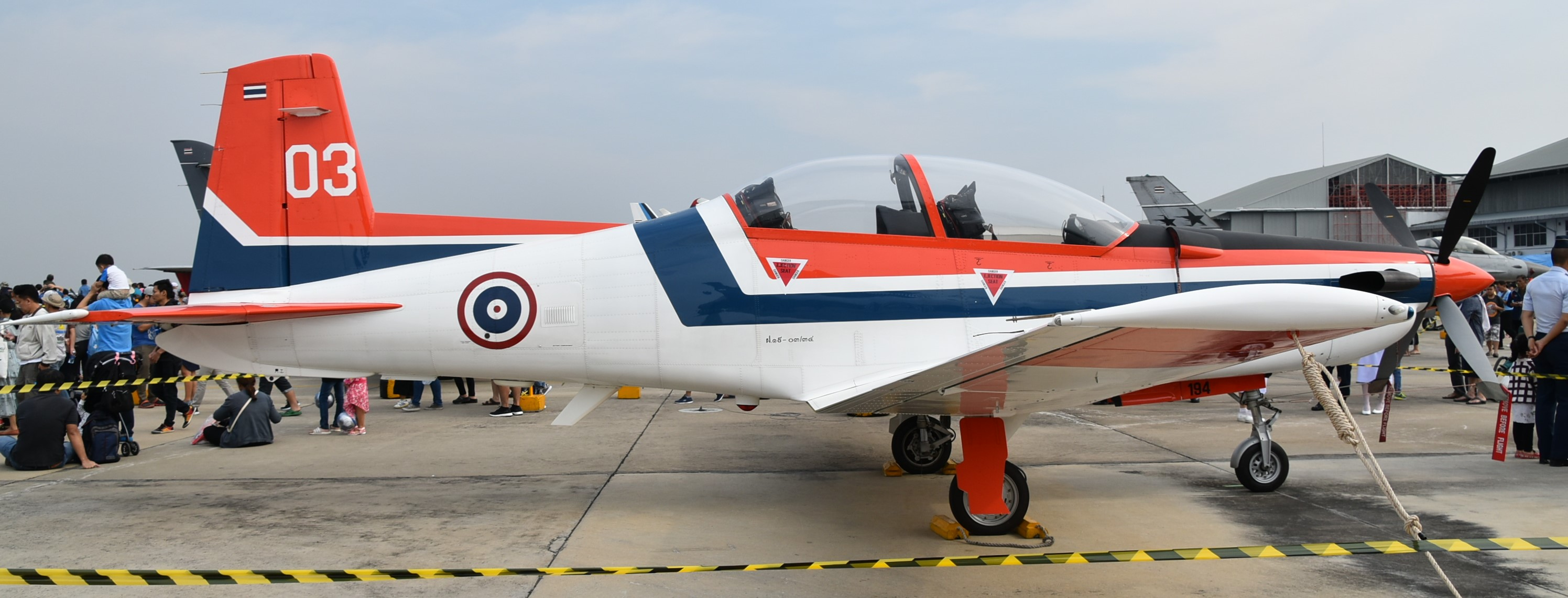
Pilatus PC-9, Thajské královské letectvo

Údaje dle

### Technické údaje
- Osádka: 2 (instruktor a žák)
- Délka: 10,125 m
- Rozpětí: 10,14 m
- Výška: 3,26 m
- Nosná plocha: 16,29 m²
- Hmotnost prázdného letounu: 1 725 kg
- Vzletová hmotnost: 3 200 kg
- Pohonná jednotka: 1× turbovrtulový motor Pratt & Whitney Canada PT6A -62
- Výkon pohonné jednotky: 875 kW

### Výkony
- Cestovní rychlost: 555 km/h
- Maximální rychlost: 666 km/h
- Dolet 1537 km
- Dostup: 11 580 m
- Počáteční stoupavost: 20,8 m/s
- Maximální přetížení draku při akrobacii: +7,0/-3,5 g

### Výzbroj
- 7 závěsníků, 3 pod každou polovinou křídla, vnitřní dva s nosností 250 kg, vnější pro 110 kg výzbroje